# Bastionul dogarilor din Târgu Mureș
Bastionul dogarilor (în maghiară Kádárok bástyája) face parte din sistemul de fortificație a cetății medievale din Târgu Mureș fiind construită și administrată de breslele orașului liber regesc. Breslele au fost asociațiile profesionale și voluntare de meșteșugari aparținând unei meserii care au apărut în Evul Mediu după modelul localităților din Transilvania și au funcționat în incinta cetății până la ocuparea de armata austriacă.

## Istoric
În anul 1632 începuseră lucrările de construcție la bastionul dogarilor, care este situat la colțul de sud-est al cetății. Realizarea acestuia a durat până în anul 1633.
Trupa de teatru permanent din Cluj, fondată în 1792, a jucat în mod regulat între 1803-1820 pe scena de lemn aflată pe piața dintre bastioanele măcelarilor și dogarilor. După finalizarea construcției Palatului Apollo în 1822 de către contele Sámuel Teleki, această clădire a devenit lăcașul pieselor de teatru ale trupelor care vizitau orașul. 

## Descriere
Dispus pe patru niveluri, prin formele adoptate, bastionul este de o concepție mai unitară, cu o formă regulată. La subsol și parter are câte patru guri de tragere pentru tunuri, care flancau curtinele și șanțul de apărare, parterul mai disputând de cinci guri de tragere pentru pușcași. La etajul întâi se află trei guri de tragere pentru tunuri și opt guri pentru pușcași, iar la etajul doi patrusprezece guri de tragere pentru culevrine, toate având forma de gaură de cheie inversată. Accesul la bastion este asigurat atât la parter, de unde prin scări interioare este legat de subsol, cât și din drumul de strajă la etajul întâi și de aici la etajul doi. Zidăria are grosimi de 190 cm la subsol, 170 cm la parter și etajul întâi și de 150 cm la etajul doi.

O inscripție de pe latura exterioară a bastionului dogarilor menționează:
„RENO MDCCCLXIII. M.A.W.M”

## Imagini

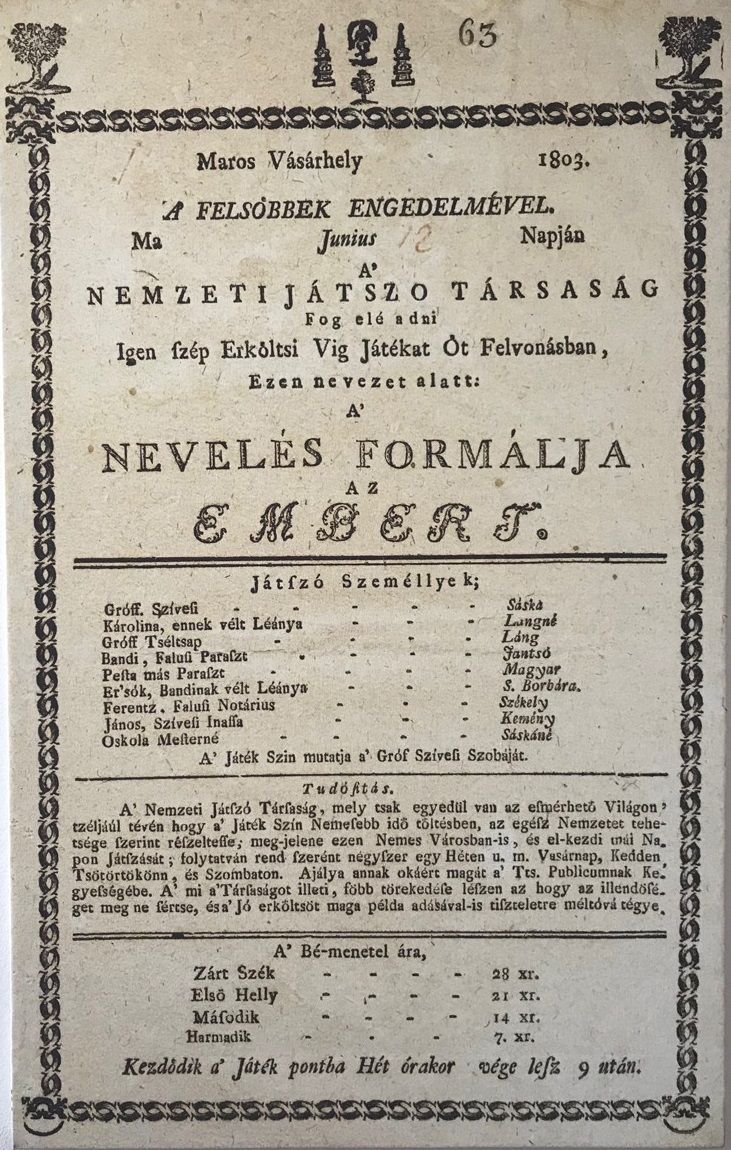
Afișul Trupei Naționale din 1803
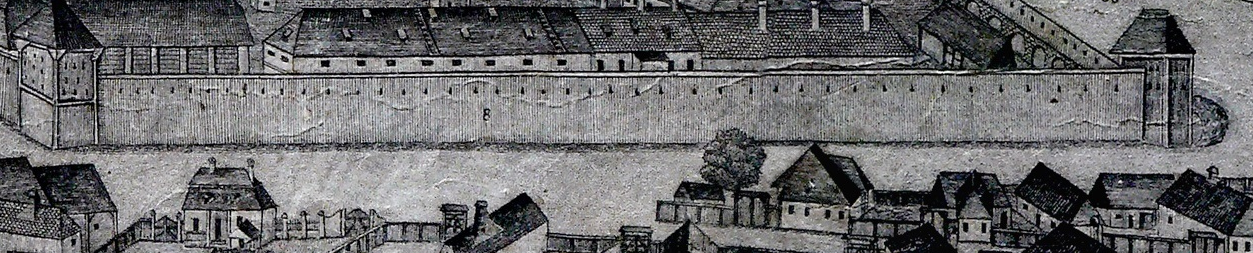
Piața dintre bastioanele dogarilor (stânga) și măcelarilor (dreapta) a fost prima locație unde s-au jucat spectacole de teatru în mod regulat (gravura lui István Mikolai Tóth, 1822)